# Битка код Мурина
Битка код Мурина, позната и као бој на Мурину, одиграла се 8. јануара 1880. године између Књажевине Црне Горе и Призренске лиге. Била је дио битака и сукоба око контроле над Плавом и Гусињем.
Према Берлинском споразуму, Османско царство је требало да преда ове градове Црној Гори, али су се локални Албанци оружаном побуном успротивили овом потезу. У вријеме битке, црногорски извори тврде да се око 10 000 Албанаца из Призренске лиге борило против црногорских снага које су бројале 3 000 људи, предвођених Војводама Марком Миљановом и Тодором Миљановом и свештеником Ђоком, у Мурину.  Албански извори тврде да се око 4 000 албанских припадника Призренске лиге и 3 000 локалних добровољаца борило против 9 000 Црногораца.  
Битка код Мурина догодила се око мјесец дана након битке код Новшића (4. децембра 1879), док се османска врховна команда спремала да пошаље војску из Битољског вилајета под командом Ахмеда Мухтар-паше како би умирила локални отпор анексији. Црногорске снаге су кренуле из Пепића према положајима у Метеју, код Плава, када их је пресрела Призренска лига. Након окршаја, црногорске снаге су се повукле код Андријевице, а албански побуњеници су спалили васојевићка села Велика, Ржаница и Пепићи. Обје стране су након битке прогласиле побједу.  У Црној Гори, Књаз Никола је тврдио да је пораз Албанаца био толико разарајући да су црногорске снаге завршиле битку прије него што је пала ноћ.  Одмах након битке код Мурина, Марко Миљанов је добио извјештај да се Албанци хвале тиме што су задржали Плав и Гусиње, а не биткама које су водили са Црногорцима.  Неки извјештаји кажу да су црногорски војници донјели 221 нос који су одсјекли са лешева погинулих албанских побуњеника. 